# Moses T. Stevens

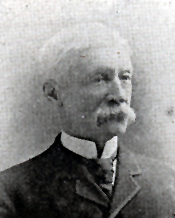
Moses T. Stevens

Moses Tyler Stevens (* 10. Oktober 1825 in North Andover, Essex County, Massachusetts; † 25. März 1907 ebenda) war ein US-amerikanischer Politiker. Zwischen 1891 und 1895 vertrat er den Bundesstaat Massachusetts im US-Repräsentantenhaus.

## Werdegang
Moses Stevens war der Bruder des Kongressabgeordneten Charles A. Stevens (1816–1892) und ein Cousin von Isaac Ingalls Stevens (1818–1862), der ebenfalls Kongressabgeordneter sowie Gouverneur des Washington-Territoriums war. Er besuchte die Franklin Academy in North Andover und dann bis 1842 die Phillips Academy in Andover. Daran schloss sich bis 1843 ein Studium am Dartmouth College in Hanover (New Hampshire) an. Später stellte er in North Andover Wollwaren her. Er stieg in das Bankgewerbe ein und wurde Präsident der Andover National Bank. Gleichzeitig schlug Stevens als Mitglied der Demokratischen Partei eine politische Laufbahn ein. 1861 war er Abgeordneter im Repräsentantenhaus von Massachusetts; im Jahr 1868 gehörte er dem Staatssenat an.
Bei den Kongresswahlen des Jahres 1890 wurde Stevens im achten Wahlbezirk von Massachusetts in das US-Repräsentantenhaus in Washington, D.C. gewählt, wo er am 4. März 1891 die Nachfolge von Frederic T. Greenhalge antrat. Nach einer Wiederwahl im fünften Distrikt seines Staates als Nachfolger von Sherman Hoar konnte er bis zum 3. März 1895 zwei Legislaturperioden im Kongress absolvieren. Im Jahr 1894 verzichtete er auf eine weitere Kandidatur.
Nach dem Ende seiner Zeit im US-Repräsentantenhaus nahm Stevens seine früheren Tätigkeiten bei der Herstellung von Wollprodukten wieder auf. Er starb am 25. März 1907 in seinem Heimatort North Andover.